# Anna Sjögren

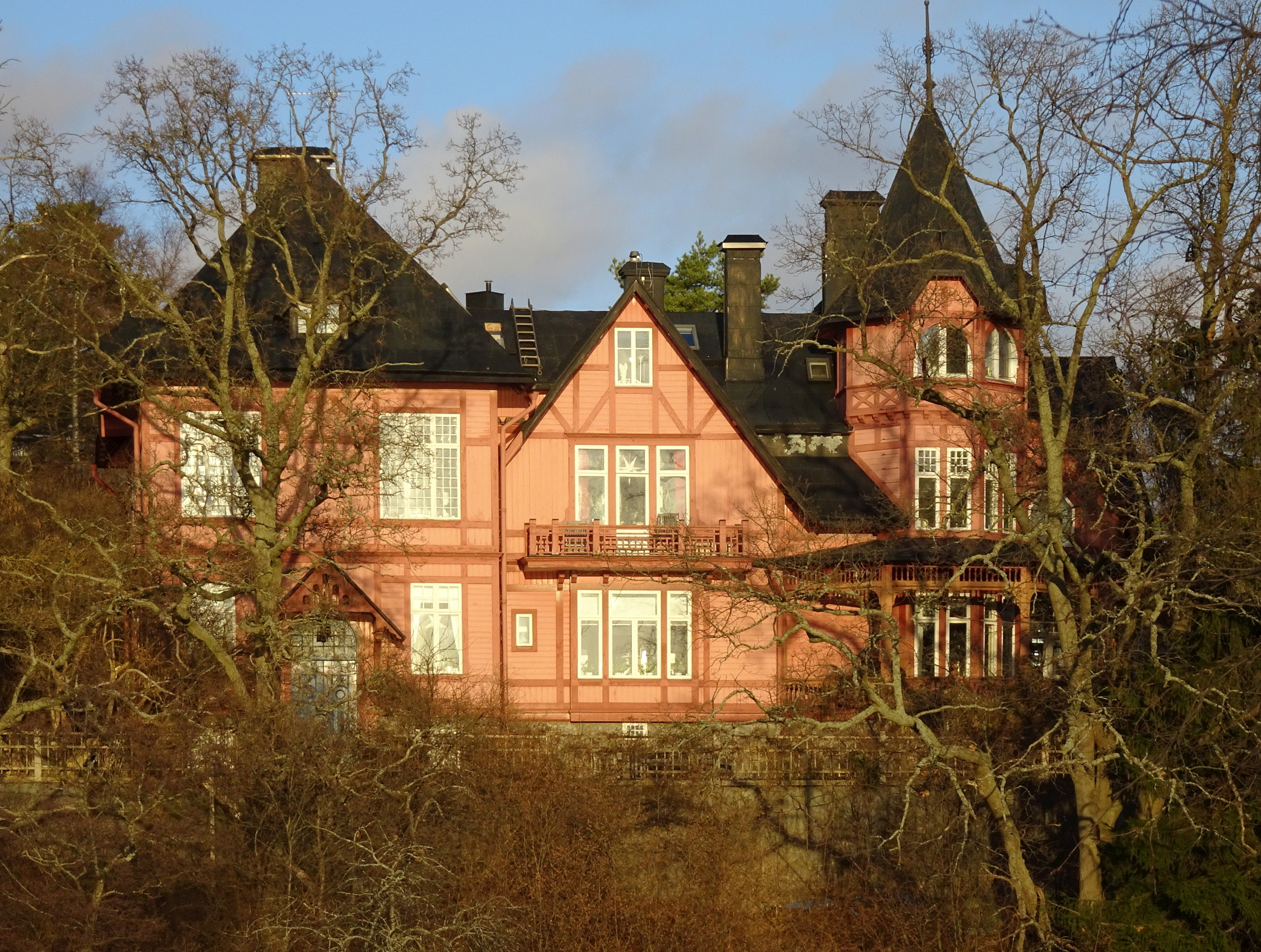
Villa Matadi, familjen Sjögrens hem mellan 1938 och 1980.

Anna Sjögren, född Christenson 26 juli 1897 i Stockholm, död 13 november 1990 i Saltsjöbaden.
Anna Sjögren var dotter till tandläkaren och konstsamlaren Emil Christenson och Hildur Morell. Hon studerade konsthistoria på Uppsala universitet och gifte sig med skulptören Nils Sjögren i maj 1919. Paret bodde därefter fram till 1922 i Paris. I Frankrike föddes deras son Bengt Sjögren 1920. 
Familjen slog sig i slutet av 1930-talet ned i Villa Matadi längst in i Pålnäsviken i Saltsjöbaden, där Anna Sjögren blev en central person i ett livligt lokalt bildkonstliv och i Saltsjöbadens konstnärskoloni, för  vilken paret Sjögrens villa jämte Isaac Grünewalds Grünewaldvillan, blev en viktig samlingspunkt. Anna Sjögren var under lång tid eldsjäl i Saltsjöbadens konstliv och arrangerade under 1940-talet många samlingsutställningar i Grand Restaurant i Saltsjöbaden för konstnärer som bodde utmed Saltsjöbanan. En av de konstnärer som på så sätt debuterade och fick ett genombrott var textilkonstnären Anna Casparsson vid en utställning 1945, då Casparsson var 84 år. Anna Sjögren var också mycket engagerad med utställningar för den 1955 bildade Nacka konstförening.
Anna Sjögren var en pionjär i Sverige i att popularisera mångfaldigad högkvalitativ konst i form av litografier och ansvarig för den 1945 banbrytande utställningen God konst i hem och samlingslokaler på Nationalmuseum, ur vilken Konstfrämjandet växte fram.
Hon är begravd på Norra begravningsplatsen utanför Stockholm.